# Alice Herdan-Zuckmayer
Alice Herdan-Zuckmayer (* 4. April 1901 in Wien, Österreich-Ungarn; † 11. März 1991 in Visp, Schweiz) war eine österreichische Schriftstellerin. Sie war in zweiter Ehe mit Carl Zuckmayer verheiratet.

## Familiärer Hintergrund
Alice Henriette Alberte Herdan wurde am 4. April 1901 in Wien als Tochter des Juristen Maurice Herdan und der Schauspielerin am Wiener Burgtheater Claire Liesenberg geboren. Ihr Vater stammte aus einer wohlhabenden jüdischen Familie in Bukarest, konvertierte aber am 23. September 1897 in Wien zum evangelischen Glauben. Die am 10. Oktober 1897 geschlossene Ehe ihrer Eltern wurde bereits wenige Jahre später wieder geschieden.  Der von Alice Herdan oft genannte erweiterte  Geburtsname „Herdan-Harris von Valbonne und Belmont“ ist nicht richtig, denn ihr Vater wurde im Jahr 1912 in Budapest vom Ungarn Demeter Haris adoptiert und führte erst seitdem den Namen „Herdan-Haris“.

## Leben
Alice Herdan besuchte das Mädchenrealgymnasium der Schulreformerin Eugenie Schwarzwald. 1919 lernte sie durch Schwarzwalds Vermittlung Karl Frank kennen, den sie heiratete. Das Ehepaar siedelte nach Berlin und bald darauf nach München über, wo der Kommunist Frank eine Haftstrafe abzusitzen hatte. Die gemeinsame Tochter Michaela kam dort zur Welt. Bald darauf zog Alice Frank mit dem Kind wieder nach Berlin und gründete mit zwei Schulfreundinnen, Elisabeth Neumann und Helene Weigel, eine Wohngemeinschaft.
Sie arbeitete als Schauspielerin und als Bürokraft. So lernte sie Carl Zuckmayer kennen, der sie zum Abschreiben („Abtippen“) seiner Manuskripte  engagierte und den sie 1925 heiratete. Im Jahr darauf kam die Tochter Maria Winnetou zur Welt, und Zuckmayer konnte nach dem großen Erfolg seines Stückes Der fröhliche Weinberg ein Haus bei Henndorf am Wallersee in Österreich  kaufen. Das Ehepaar lebte bis 1933 noch mehrheitlich in Berlin, wo Alice Herdan-Zuckmayer, nachdem sie das Abitur nachgeholt hatte, mit einem Medizinstudium begonnen hatte. Nach der Machtübernahme durch die Nazis musste das Ehepaar Zuckmayer Deutschland verlassen und ließ sich in Henndorf nieder.

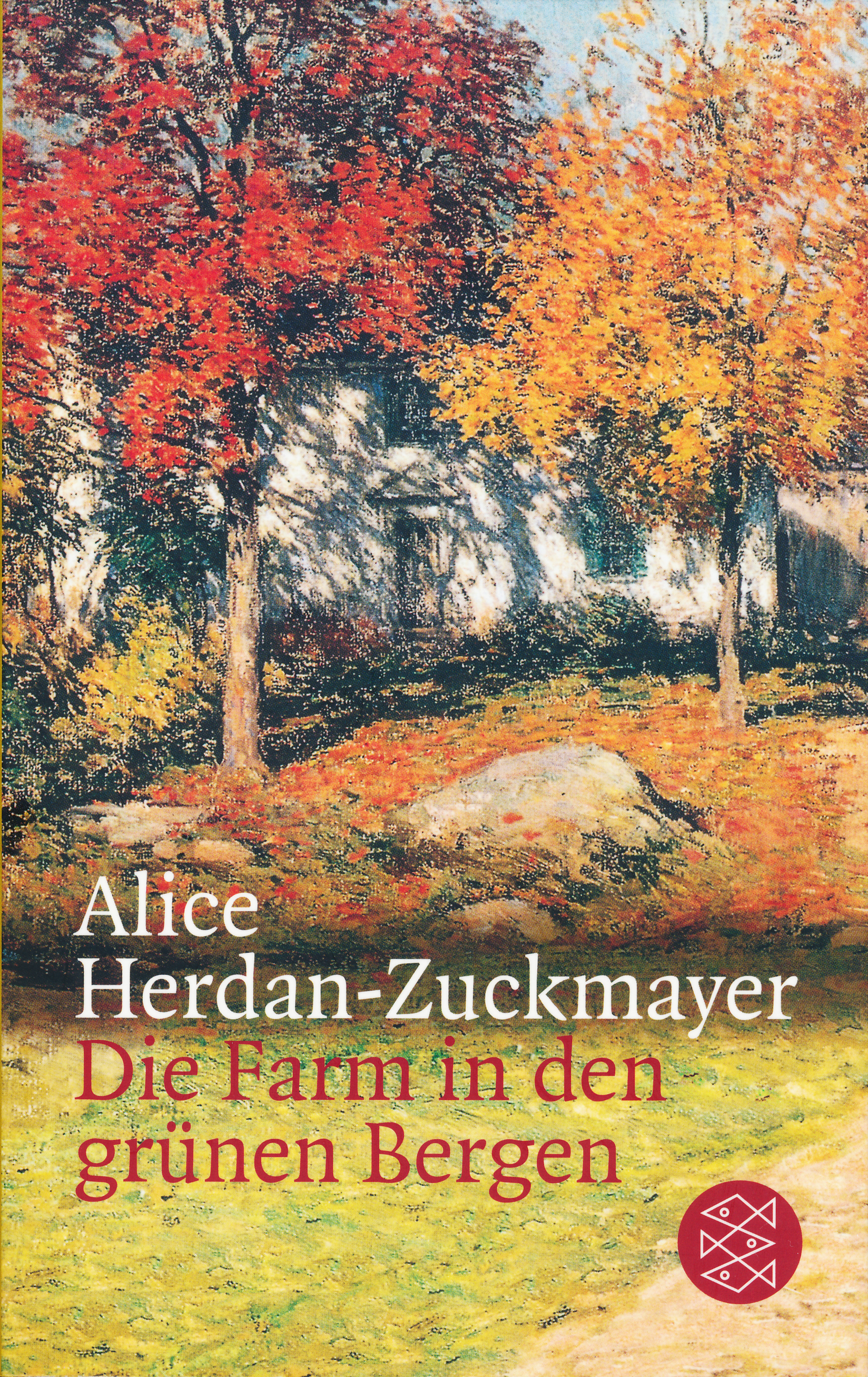
Die Farm in den grünen Bergen, Fischer Taschenbuch

Nach dem „Anschluss“ 1938 musste die Familie auch Österreich verlassen, lebte ein Jahr in der Schweiz und emigrierte dann in die USA. Die Kriegs- und Nachkriegsjahre verbrachte Alice Herdan-Zuckmayer mit ihrem Mann großenteils auf einer Farm in Vermont. 1949 kam ihr erstes Buch heraus, das auf Briefen aus dieser Zeit basierte. Es trägt den Titel Die Farm in den grünen Bergen und war ein großer Erfolg. Mit der Zeit des Exils und den Fährnissen der Auswanderung beschäftigte sie sich auch im Werk Das Scheusal (1972), in dem sie einem uralten kleinen Hund, den sie in die USA mitnehmen durfte, ein Denkmal setzte. Dessen Inhalt und Formulierungen decken sich z. T. mit Carl Zuckmayers Memoiren Als wär’s ein Stück von mir.
Alice Herdan-Zuckmayer übersiedelte 1957 mit ihrem Mann nach Saas-Fee in der Schweiz und starb 1991 im Alter von 89 Jahren in Visp. Sie wurde in der Grabstätte ihres bereits 1977 verstorbenen Mannes am Friedhof in Saas-Fee bestattet.

## Werke
- Die Farm in den grünen Bergen, Toth, Hamburg 1949 DNB 451965752; bearbeitete Neuausgabe: Fischer, Frankfurt am Main 1994, ISBN 3-596-20142-X
- Das Kästchen. Die Geheimnisse einer Kindheit, Fischer, Frankfurt am Main 1962, DNB 451965779; als Taschenbuch: 2000, ISBN 3-596-14852-9
- Das Scheusal. Die Geschichte einer sonderbaren Erbschaft, Fischer, Frankfurt am Main 1972, ISBN 3-10-031202-3
- Genies sind im Lehrplan nicht vorgesehen, Fischer, Frankfurt am Main 1979, ISBN 3-10-031203-1

### Briefwechsel
- Carl Zuckmayer / Gottfried Bermann Fischer: Briefwechsel 1935–1977. Mit den Briefen von Alice Herdan-Zuckmayer und Brigitte Bermann Fischer. 2 Bände (herausgegeben von Irene Nawrocka). Wallstein, Göttingen 2004, ISBN 3-89244-627-X